# Massimo Spano
Massimo Spano (Roma, 2 maggio 1958) è un regista e scenografo italiano.

## Biografia
Conseguito il diploma artistico a Roma, si trasferì a Parigi per laurearsi in architettura. Appassionato dell'arte cinematografica, divenne aiuto-regista di Tinto Brass per le riprese di Action, per poi continuare come assistente scenografo. Scenografo di diversi film dei fratelli Bruno e Sergio Corbucci, collaborerà con Franco Zeffirelli, Castellano e Pipolo, Pasquale Festa Campanile, Giuseppe Patroni Griffi, i fratelli Taviani, Claude Miller e altri.
Ebbe un sodalizio artistico con Marco Risi, con il quale è scenografo nei film: Soldati - 365 all'alba, Mery per sempre, Ragazzi fuori, Il muro di gomma. Lavora, sempre come scenografo, al debutto di Francesca Archibugi nel film Mignon è partita. Come scenografo realizzerà moltissimi spot tra i quali: pasta Amato, dadi Maggi, etc. Realizza anche interni e ristrutturazioni per vari committenti privati. Debutta come regista e sceneggiatore nel 1994 con il film Agosto.
È stato il compagno di Zeudi Araya, con cui ha un figlio, Michelangelo.
Nel 2021 si candida per il consiglio comunale di Roma in una lista civica a supporto della sindaca uscente Virginia Raggi.

## Filmografia

### Produttore
- In the Box (2014)
- Essere Riccardo... e gli altri (2015)
- Socialmente pericolosi (2017)
- The King of Paparazzi - La vera storia (2018)
- Antigone (2019)
- L'amico siriano (2020)

### Cinema
- Agosto (1994)
- Marciando nel buio (1996)
- Franco Cristaldi e il suo cinema Paradiso (2009)
- The King of Paparazzi - La vera storia (2018)
- Le leonesse (2024)

### Televisione
- Nessuno escluso (1997)
- La casa bruciata (1998)
- Game Over (1999)
- Senso di colpa (2000)
- Bel Ami (2001)
- Tutto in quella notte (2002)
- La caccia (2005)
- I figli strappati (2006)
- Caccia segreta (2007)
- Una madre (2008)